# NGC 4131
NGC 4131 је спирална галаксија у сазвежђу Береникина коса која се налази на NGC листи објеката дубоког неба.
Деклинација објекта је + 29° 18' 17" а ректасцензија 12h 8m 47,1s. Привидна величина (магнитуда) објекта NGC 4131 износи 13,2 а фотографска магнитуда 14,1. NGC 4131 је још познат и под ознакама UGC 7126, MCG 5-29-19, CGCG 158-29, PGC 38573.